# 34250 Mamichael
34250 Mamichael este o planetă minoră (asteroid), cu un diametru de 3,925 km, din centura de asteroizi. A fost descoperită pe 24 august 2000 la Experimental Test Site⁠(d) de Lincoln Near-Earth Asteroid Research. 
Obiectul prezintă o orbită caracterizată de o semiaxă mare de 2,290991 UAi, o excentricitate de 0,1, o înclinație de 9,06392 ° în raport cu ecliptica.